# Hrvatski akademski veslački klub Mladost
Hrvatski akademski veslački klub Mladost (HAVK Mladost) je hrvatski veslački klub iz Zagreba, član Hrvatskog akademskog športskog društva Mladosti (HAŠK Mladost).
Klubske boje su crvena, bijela i žuta (zlatna). Znak Kluba je stilizirani veslač sive boje s veslom u bojama HAŠK Mladost te imenom kluba. Zastava Kluba je zastava HAŠK Mladost. Boja vesala je crvena.

## Povijest
Klub je utemeljen 19. ožujka 1912. godine pod imenom Hrvatski veslački klub (HVK) i tako je djelovao do 1945. godine kada prestaje s djelovanjem. Po završetku Drugog svjetskog rata HVK je uredbom komunističkih vlasti prestao postojati, a osnovano je nekoliko fiskulturnih društava među kojima i SFD Akademičar i ZOFD Mladost. Njihovim združivanjem 1946. godine nastaje Akademsko sportsko društvo Mladost (ASD Mladost), a od njihovih veslačkih sekcija nastaje Akademski veslački klub Mladost (AVK Mladost). 
Od 1992. godine klub se naziva Hrvatski akademski veslački klub Mladost (HAVK Mladost).
U klubu se njeguju sve kategorije natjecateljskog veslanja, kadetsko, juniorsko, seniorsko i veteransko, žensko i muško veslanje, veslanje za osobe za invadilitetom, škola veslanja. Sportski i društveni život nadopunjuju  sekcije rekreativnog i veteranskog veslanja, mogućnost korištenja teretane, igrališta tenisa, košarke, nogometa, stolnog tenisa, društvene prostorije. U sklopu priprema, kao dopunski sportovi, koriste se biciklizam te, u zimskim uvjetima, trčanje na skijama.
Klub je ostvario brojne značajne sportske rezultate na svim svim razinama veslačkih natjecanja, od zagrebačkih natjecanja, državnih, Svjetskih i Europskih prvenstava, Mediteranskih igara, Svjetskih kupova. Najveće uspjehe postigli su braća Martin i Valent Sinković. Međunarodna veslačka organizacija (FISA) je 2015. godine proglasila njihova trenera, Nikolu Bralića, najboljim veslačkim trenerom svijeta .
Članovi kluba bili su istaknuti sportaši, znanstvenici, umjetnici kao Branko Becić, Miroslav Krleža, Andrija Mohorovičić, Jaroslav Laštovica, Radovan Lipovščak, Vladimir Luetić, Stjepan Mihaljinec, Franjo Neidhardt, Sven i Rene Medvešek, Ivica Payer... 

## Domaćinstvo
HAVK Mladost je organizator i suorganizator nekoliko veslačkih događaja, među kojima se ističe međunarodna jesenska regata »Osmerci na Savi«.

## Vanjske poveznice
- službene stranice